# Dire Straits-diszkográfia
Ez a lap a Dire Straits brit rockegyüttes zenei kiadványainak diszkográfiája. A csapat pályafutása során 6 stúdióalbumot, 3 koncertalbumot, 3 válogatásalbumot, 2 középlemezt és 23 kislemezt jelentetett meg.

## Stúdióalbumok
- 1978 Dire Straits (UK #5 - 2x platina, U.S. #2 - 2x platina) Eladások világszerte: 15 000 000
- 1979 Communiqué  (UK #5 - platina, U.S. #11 - arany) Eladások világszerte: 7 000 000
- 1980 Making Movies (UK #4 - 2x platina, U.S. #19 - platina) Eladások világszerte: 6 000 000
- 1982 Love over Gold (UK #1 - 2x platina, U.S. #19 - arany) Eladások világszerte: 4 000 000
- 1985 Brothers in Arms (UK #1 - 13x platina, U.S. #1 - 9x platina) Eladások világszerte: 30 000 000
- 1991 On Every Street (UK #1 - 2x platina, U.S. #12 - platina) Eladások világszerte: 8 000 000

## Középlemezek
- 1983 ExtendedancEPlay
- 1993 Encores

## Koncertalbumok
- 1984 Alchemy (UK #3 - platina, U.S. #43 - arany)
- 1993 On the night
- 1995 Live at the BBC

## Válogatások
- 1998 Sultans of Swing: The very best of Dire Straits (UK #6- arany)
- 2005 Private investigations: The best of Dire Straits & Mark Knopfler (UK #20 - arany)

## Kislemezek
| 1979 | Sultans Of Swing         | 4  | 8  |    |
| 1979 | Lady Writer              | 51 | 45 |    |
| 1981 | Romeo and Juliet         | 8  |    |    |
| 1981 | Skateaway                | 37 | 58 | 31 |
| 1981 | Tunnel of Love           | 54 |    |    |
| 1982 | Private Investigations   | 2  |    |    |
| 1983 | Industrial Disease       |    | 75 | 9  |
| 1983 | Twisting By The Pool     | 14 |    | 12 |
| 1984 | Love Over Gold (Live)    | 50 |    |    |
| 1985 | So Far Away              | 20 | 19 | 29 |
| 1985 | Money For Nothing        | 4  | 1  | 1  |
| 1985 | Brothers in Arms         | 16 |    |    |
| 1986 | Walk Of Life             | 2  | 7  | 6  |
| 1986 | Your Latest Trick        | 26 |    |    |
| 1988 | Sultans Of Swing         | 62 |    |    |
| 1991 | Calling Elvis            | 21 |    | 3  |
| 1991 | Heavy Fuel               | 55 |    | 1  |
| 1992 | On Every Street          | 42 |    |    |
| 1992 | The Bug                  | 67 |    | 8  |
| 1993 | Your Latest Trick (Live) | 21 |    |    |

## Videó
- 1984 Alchemy (VHS)
- 2004 On the night (VHS, DVD)

## Egyéb megjelenések
- 1985 Live Aid 1985 (DVD)